# Ford Castle
Ford Castle er et slot et vadested over floden Till i byen Ford i Northumberland i England.
Borgen stammer fra omkring 1278. Ejeren, sir William Heron, fik licens til krenellering i 1338. Den blev erobret af skotterne i 1385, hvor krenelleringen blev fjernet. I begyndelsen af 1500-tallet blev den genopbygget og befæstet igen. Den blev indtaget af James 4. af Skotland om aftenen efter slaget ved Flodden i 1513. Det kom til Carr-familien via et ægteskab i 1549 og til sir Francis Blake af Cogges i 1660'erne - igen via et ægteskab.
Blake byggede en stor herregård i Tudorstil på slottet i 1694. Ved Blakes død i 1717 overgik Ford til hans datter Marys mand, og i 1723 til hendes søn Francis Blake Delaval (1692–1752). I 1761 genopbyggede John Delaval, 1. Baron Delaval (1728–1808) den store hal med hjælp fra arkitekt George Raffield i gotisk stil.
Ved hans død overgik ejendommen til hans barnebarn Susannah, som var gift med the Marquess af Waterford. I 1862 til  3. Marquess' enke, som genopbyggede og ombyggede den store hal.
I 1907 købte kulminemagnaten James Joicey, 1. Baron Joicey slottet, og det er fortsat i familiens eje. Det har siden 1956 har været udlejet til Northumberland County Council som Young Persons' Residential Centre.